# Сквер имени Свердлова (Нижний Новгород)
Сквер имени Свердло́ва — сквер в историческом центре Нижнего Новгорода на пересечении улицы Большой Покровской и улицы Октябрьской. Как озеленённое городское пространство фигурировал с конца XIX века. Используется для городского отдыха и мероприятий. Также сквер известен как место встречи коллекционеров и площадка для блошиного рынка по выходным.

## История
Исторически сквер фигурирует в печатных источниках как зелёное городское пространство с конца XIX века. Согласно Писцовой книге в 1620-е годы на современном участке пересечения улицы Большой Покровской и Октябрьской располагались Никольские ворота башни Нового острога. Как сквер эта территория была впервые обозначена на карте Нижнего Новгорода в 1896 году. Связано это с благоустройством территории между зданием Дворянского собрания (сейчас Дом культуры имени Я. М. Свердлова) и здания гостиницы «Центральная» (позднее — здание Окружного суда) к XVI Всероссийской промышленной и художественной выставке, которая проходила в том же году.
Сквер был основан на месте, где находилась усадьба князей Трубецких. После их отъезда в Москву усадьба неоднократно меняла владельцев, дом в 1848 году сгорел. В 1881 году усадьба «с обгоревшим домом и службами» была продана купцу В. К. Маркову, а уже он в 1886 году подарил участок городу для обустройства под площадь с фонтаном.
До 1895 года сквер пустовал. К открытию XVI Всероссийской промышленной и художественной выставки 1896 года перед строящейся гостиницей «Центральная» для именитых гостей (позднее — здание Окружного суда) был создан общественный сад с беседками, кафе, гротами и сценической площадкой.
Первую половину XX века сквер использовался в качестве места городского отдыха. На детской горке, образовавшейся в результате засыпки землёй обгоревших конструкций зданий усадьбы, ежегодно устанавливалась новогодняя ель.
В 1957 в сквере установили памятник Якову Свердлову.
В 1980-е года сквер становится местом встреч филателистов, филокартистов, нумизматов. За тридцатилетнюю историю нижегородского «клуба коллекционеров» менялся и дополнялся состав аудитории от увлечённых советских школьников до профессиональных антикварщиков, расширился ассортимент, а воскресное собрание «клуба» естественно перешло в коммерческую форму рынка по интересам, при этом не потеряв своей сути.

## Современность
Вблизи сквера расположены популярные кафе, которые проводят свои фестивали, барахолки, здесь же традиционно собирается клуб коллекционеров и блошиный рынок. При этом сквер долгое время не имел инфраструктуры для подобного формата использования горожанами. Кроме того, территория имела проблемы с доступностью и комфортом.

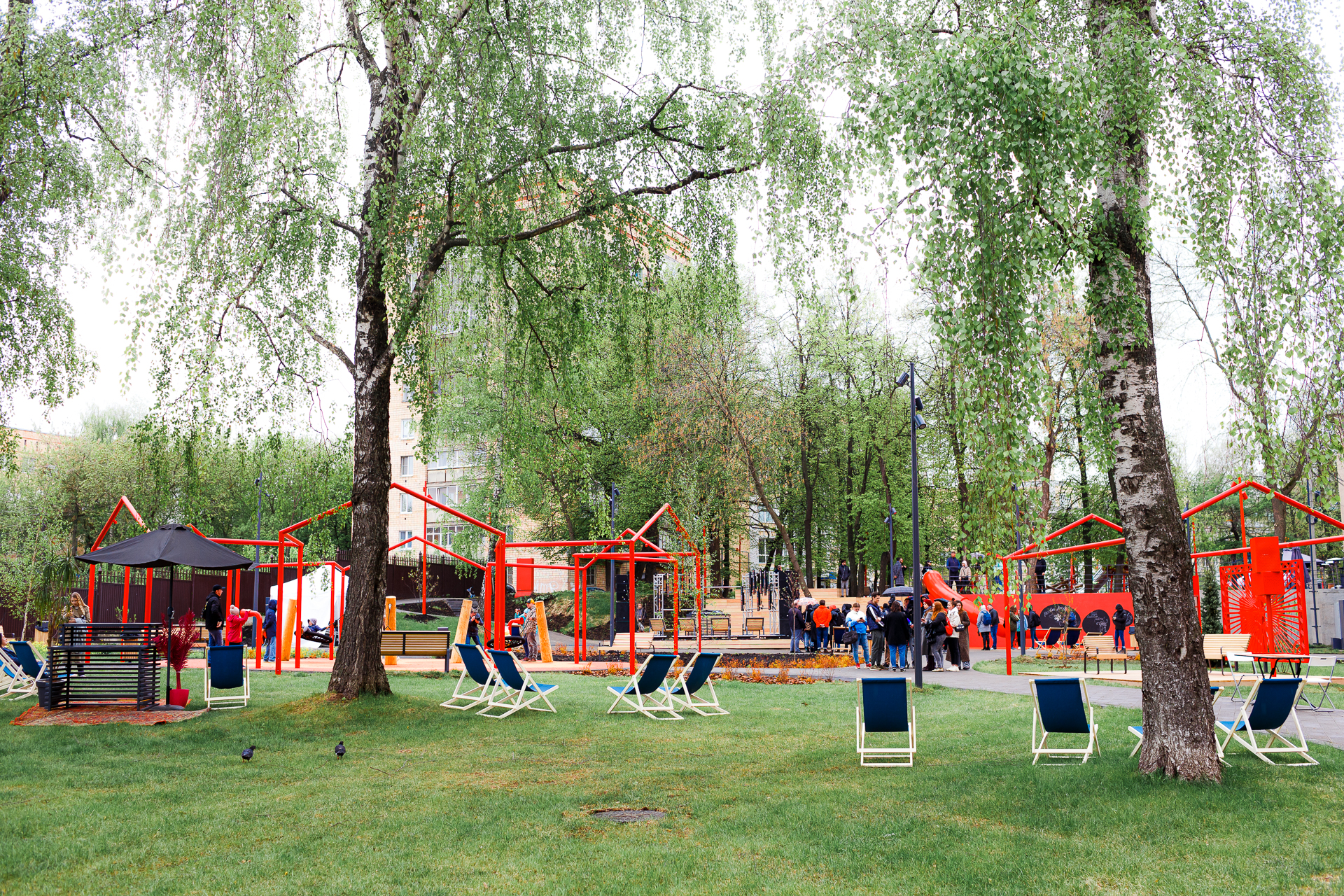
Зона отдыха

С 2015 года разработкой концепции развития сквера занималась команда «Огород». Их наработки и результаты проведённых исследований также легли в основу итоговой концепции в рамках благоустройства к 800-летию Нижнего Новгорода, которую подготовили архитекторы Института развития городской среды Нижегородской области.
Работы по комплексному благоустройству территории были разделены на два этапа и стартовали в августе 2020 года. К концу декабря 2020 года в сквере имени Свердлова появились оригинальная игровая площадка, созданная по индивидуальному проекту, навес для ожидания транспорта, деревянный настил из лиственницы для проведения мероприятий и рынка коллекционеров. Также обновились амфитеатры со стороны кафе, появились места ожидания и отдыха у памятника Свердлову. Было полностью заменено мощение и высажено новое озеленение, которое включает не только газон и многолетние травы, но и взрослые деревья и кустарники. Обновили освещение и малые архитектурные формы.

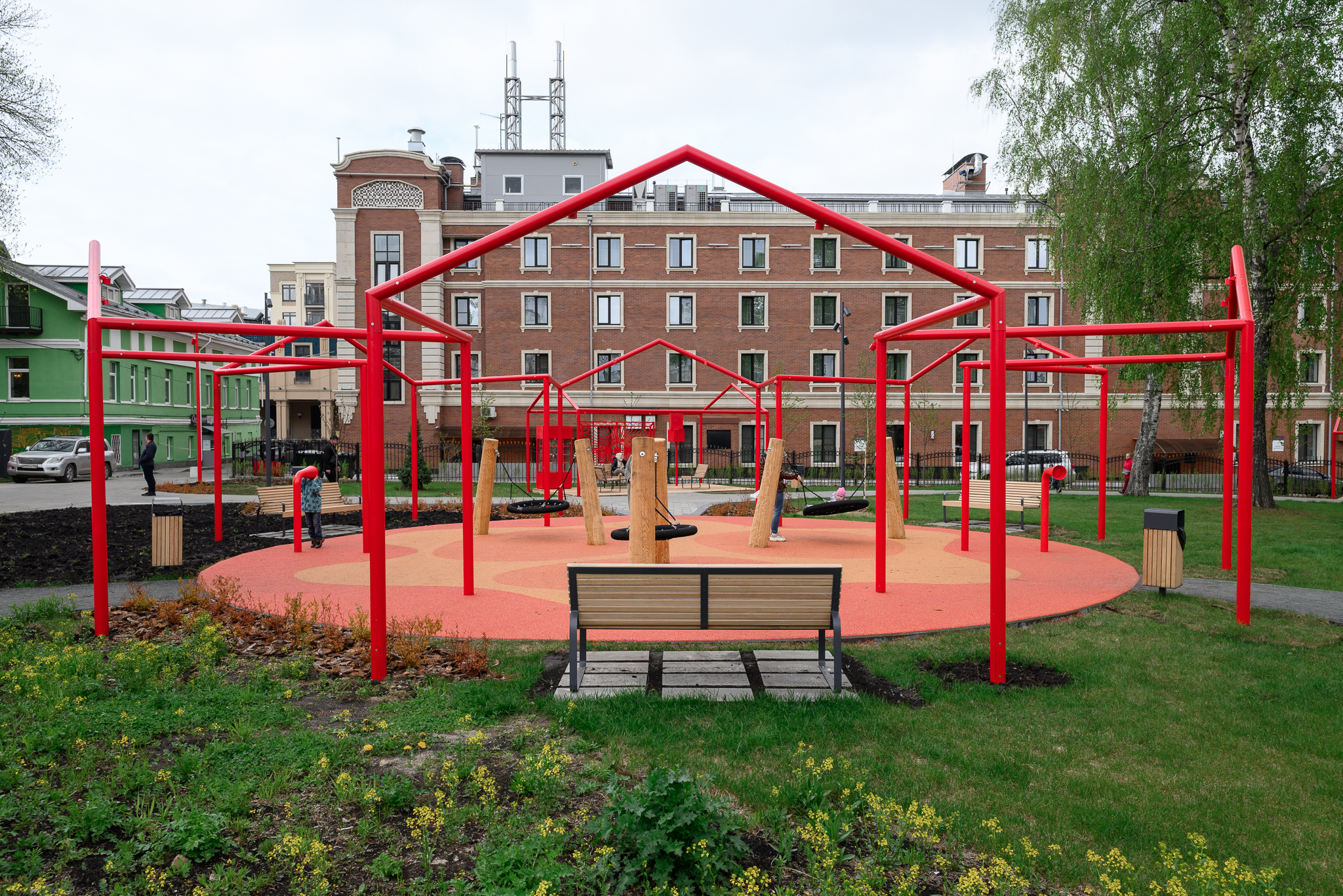
Пространство для отдыха и спортивная зона в сквере Свердлова

Площадь первой очереди сквера — 6 649,7 м2.
Афиша Daily поделилась примерами необычных общественных пространств, которые появились в разных точках страны в 2020 году. В этот список вошёл обновлённый сквер имени Свердлова в Нижнем Новгороде.
В 2021 году началось благоустройство второй части сквера Свердлова — пустыря за гостиницей Mercure. Долгое время это место было полностью выключено из городской жизни. В 2023 году после благоустройства там появились места для отдыха, детская и спортивная зоны, выставочное пространство и дорожки для прогулок.
Перед разноуровневым амфитеатром разместилась центральная зона с небольшой сценой для различных событий.
Были оформлены входы в сквер со стороны улиц Октябрьской и Алексеевской, установлено освещение и высажено дополнительное озеленение. В концепции сделали акцент на «городских гостиных» — функциональных зонах для отдыха и активностей. Форма «гостиных» отсылает к деревянной застройке, находившейся в этом месте. В итоге обе части сквера стали единой пешеходной зоной.
Площадь благоустройства второй очереди сквера — 4 123,3 м2.

## Примечательные здания и памятники
- Памятник Я. М. Свердлову
- Дом дворянского собрания (Дом культуры им. Свердлова)
- Галерея 9Б
- Дом П. А. Косарева

## Фотогалерея

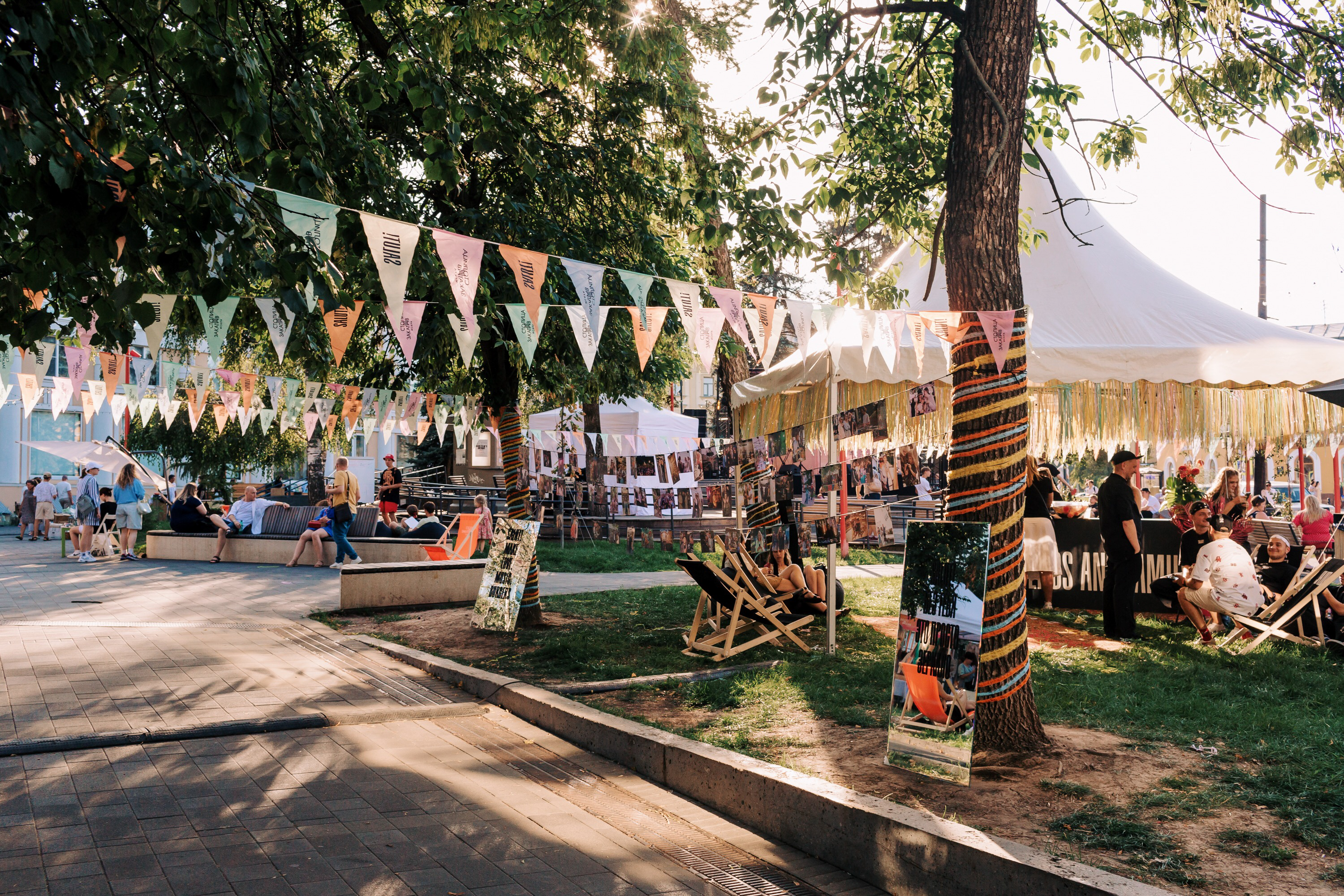
Городской праздник в рамках направления фестиваля «Столица закатов. Искра»
Стрит-арт «Обновление прошивки» (Дмитрий Аске)
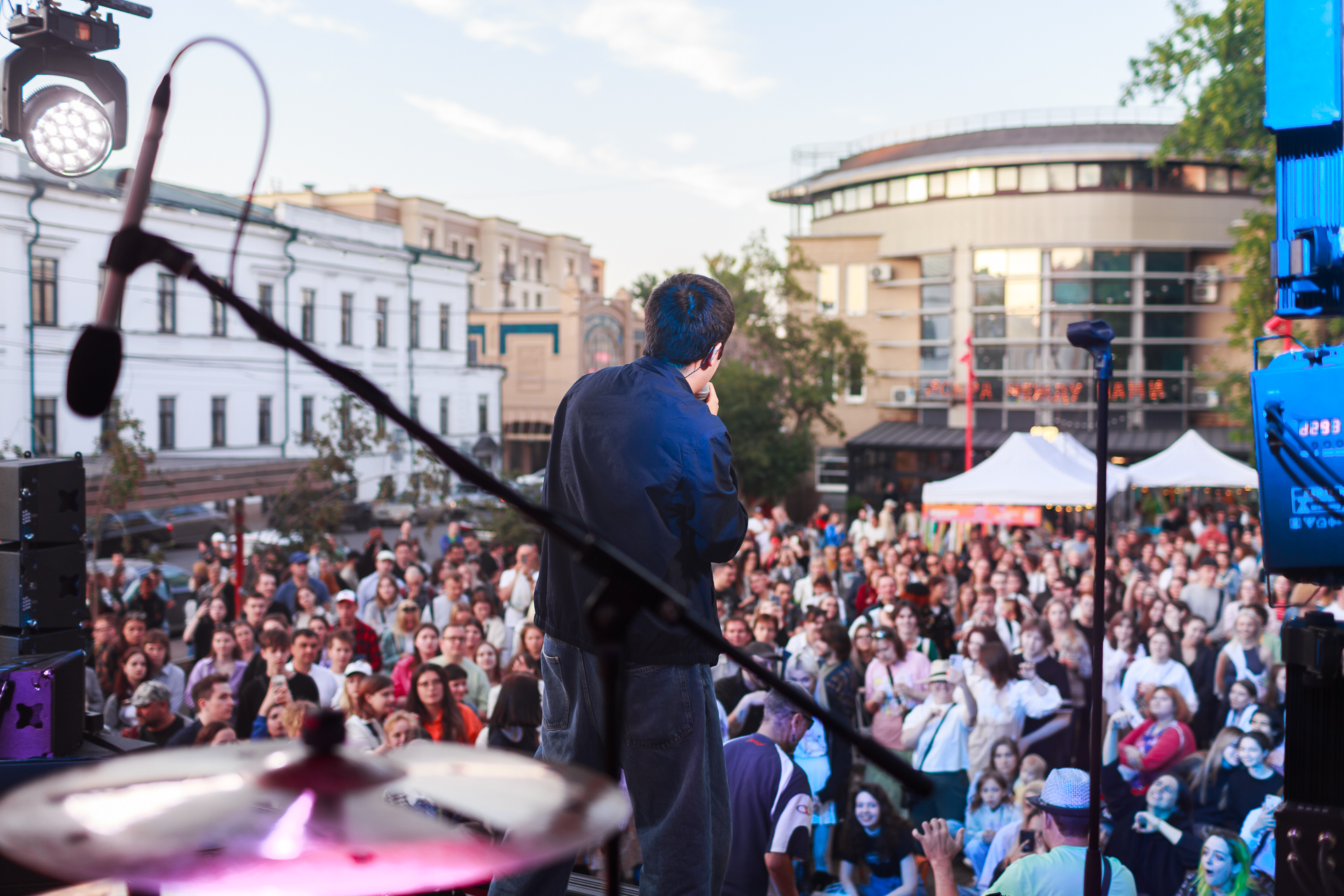
Сквер Свердлова активно включён в жизнь горожан
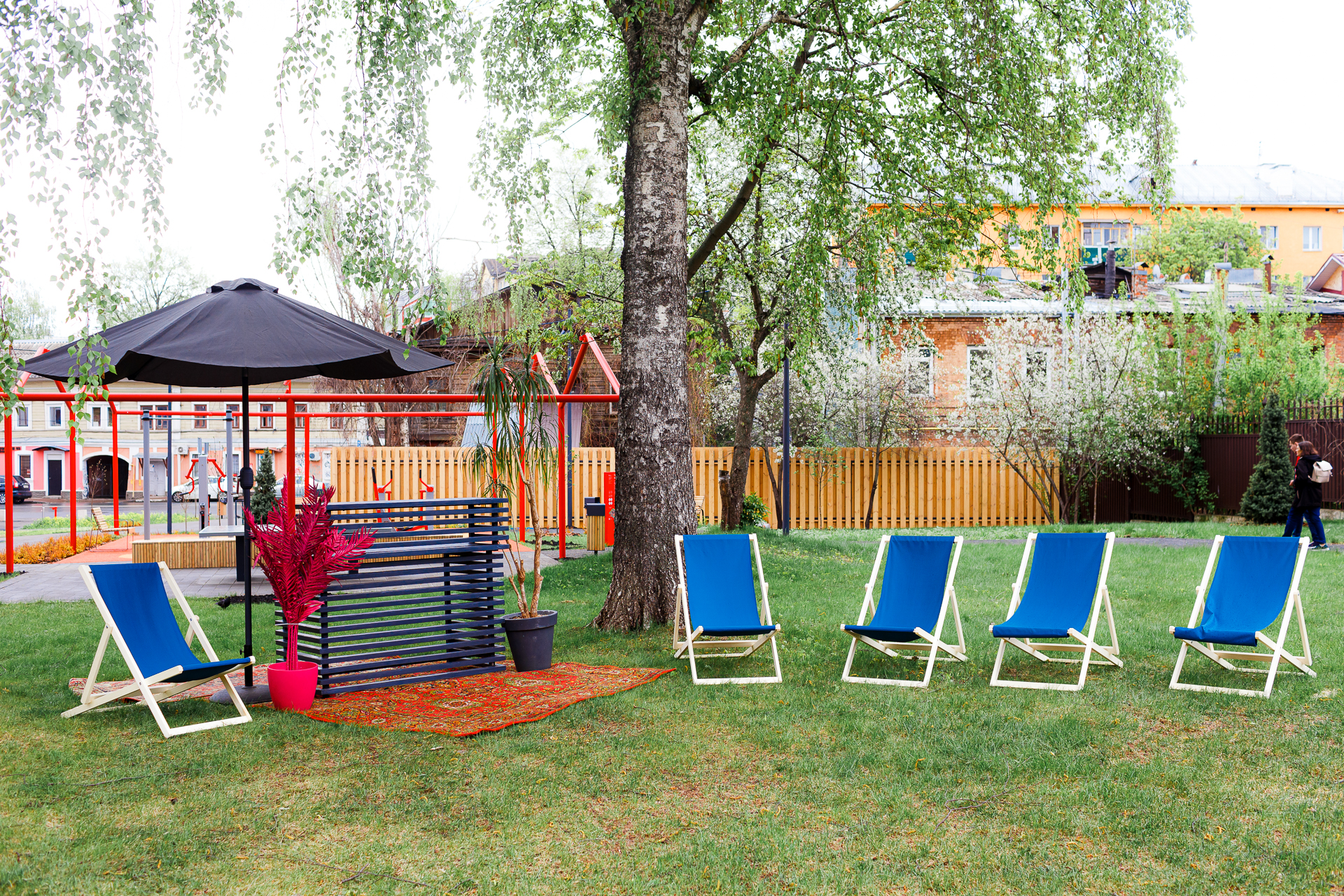
Обновлённая новая часть сквера Свердлова
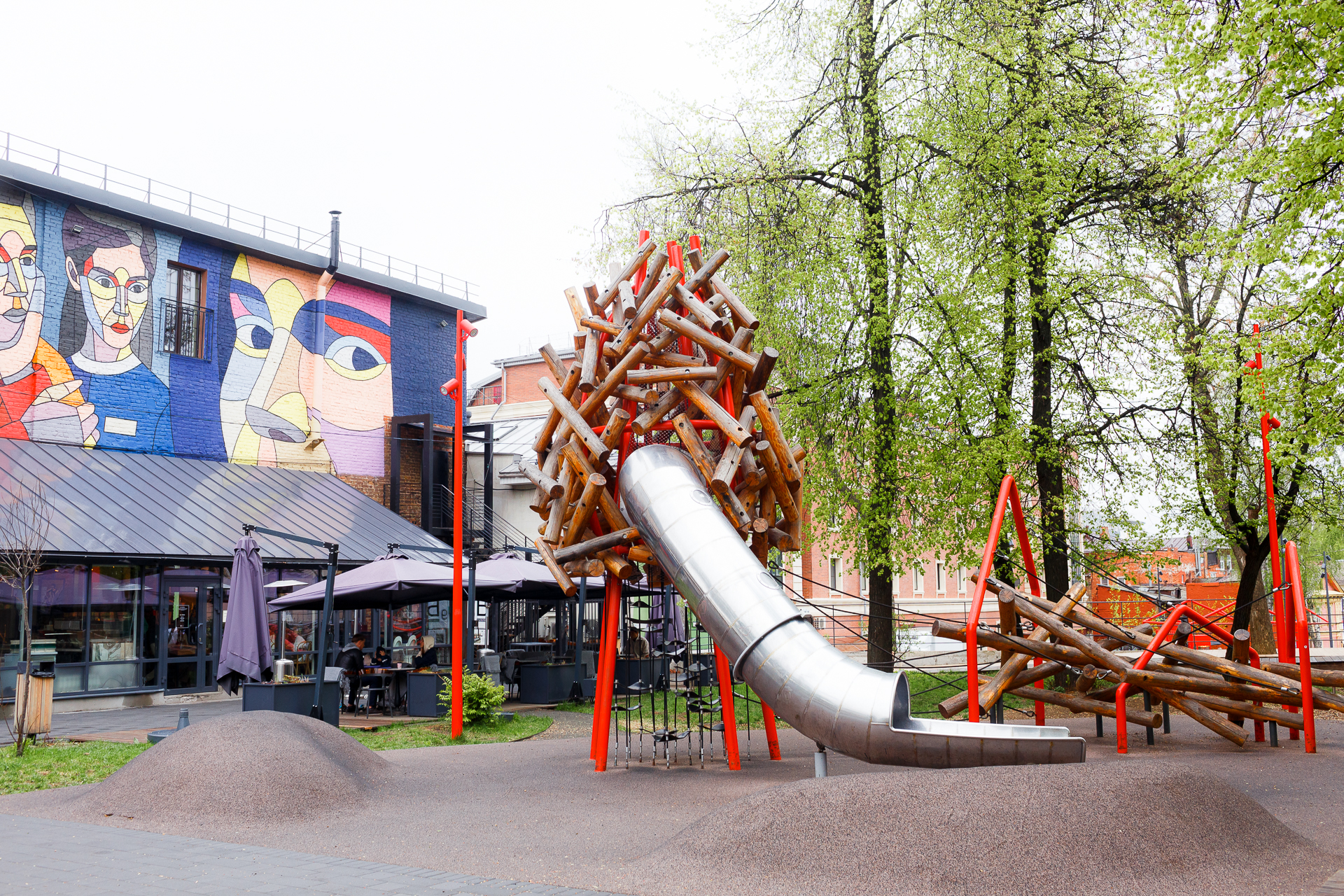
Детская площадка в сквере Свердлова
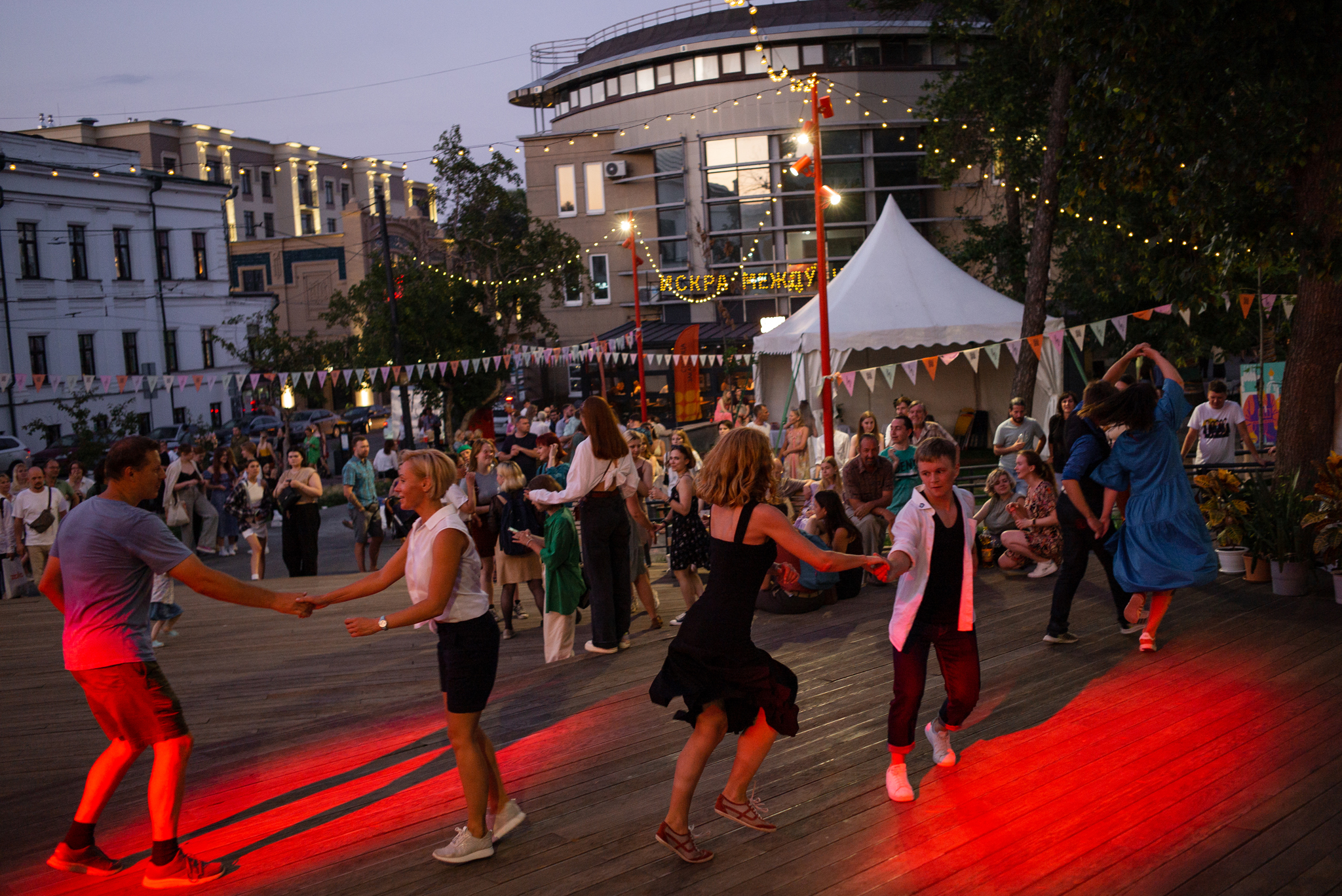
Фестиваль «Столица закатов» в сквере Свердлова
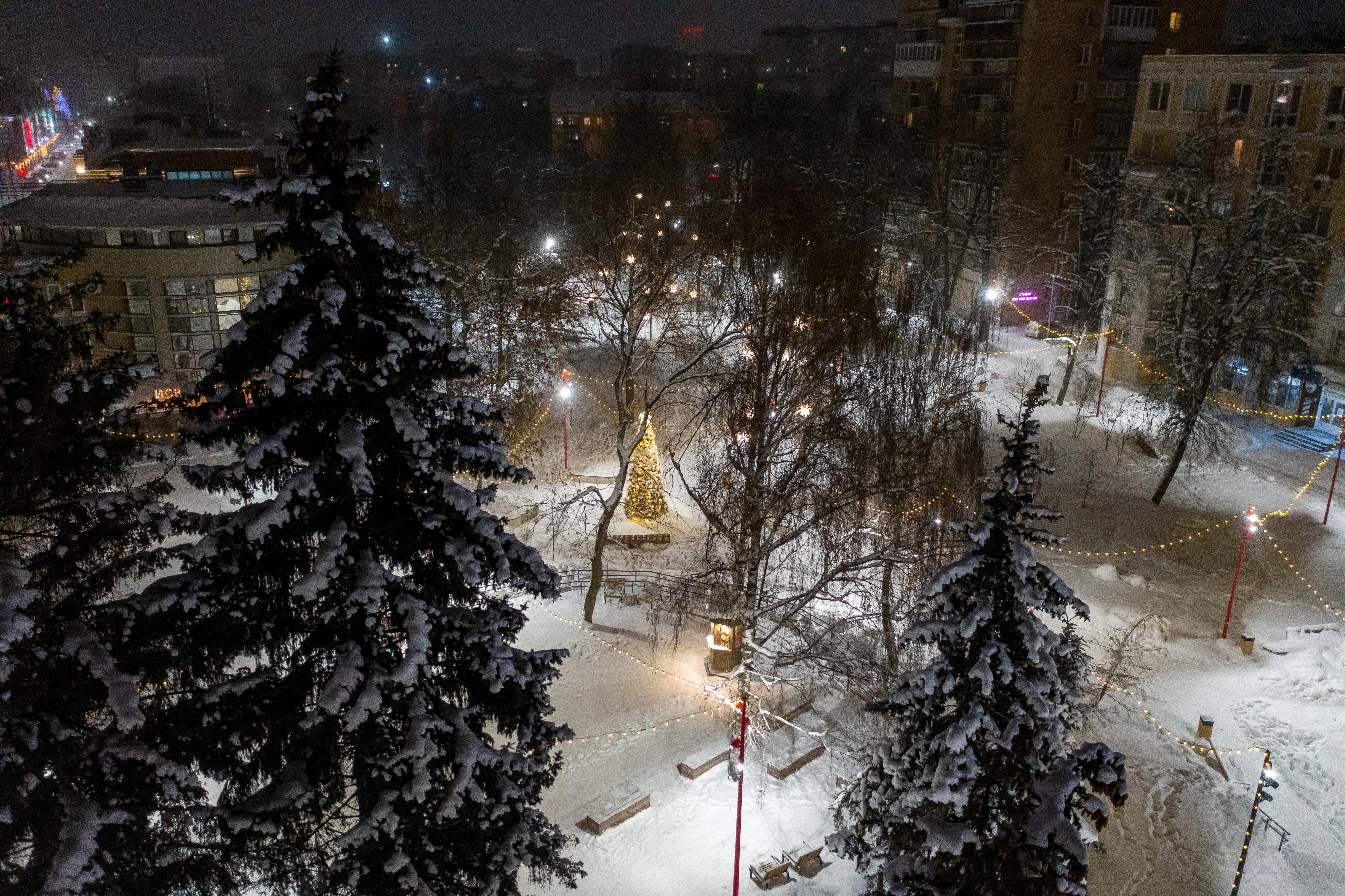
Сквер Свердлова зимой
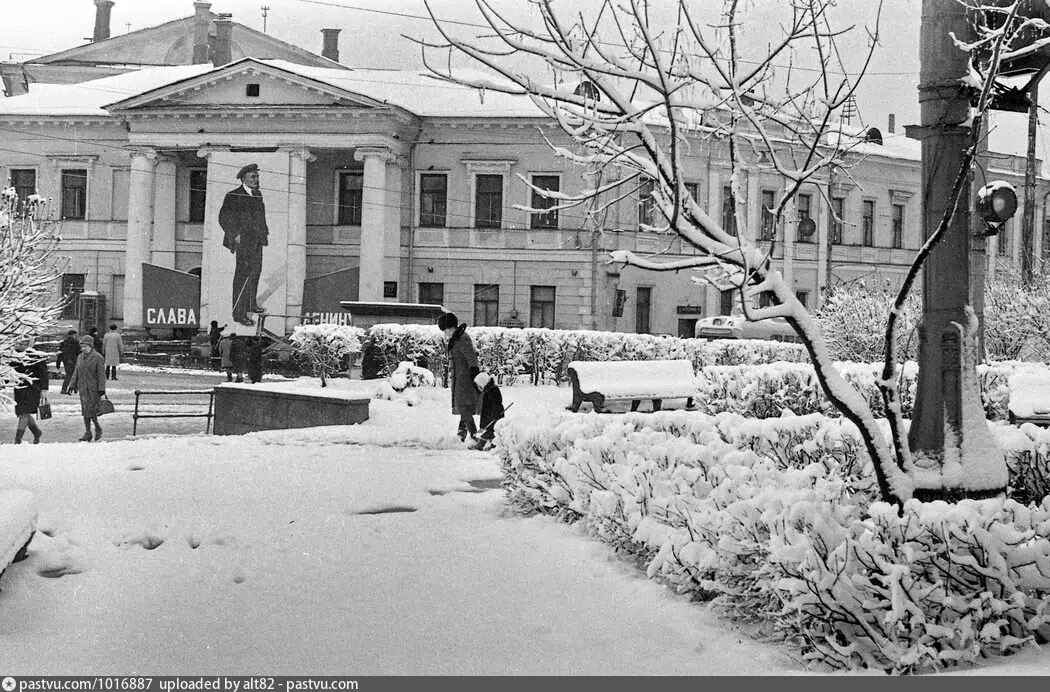
Вид на ДК имени Свердлова из сквера. 1970 год, фото с сайта pastvu
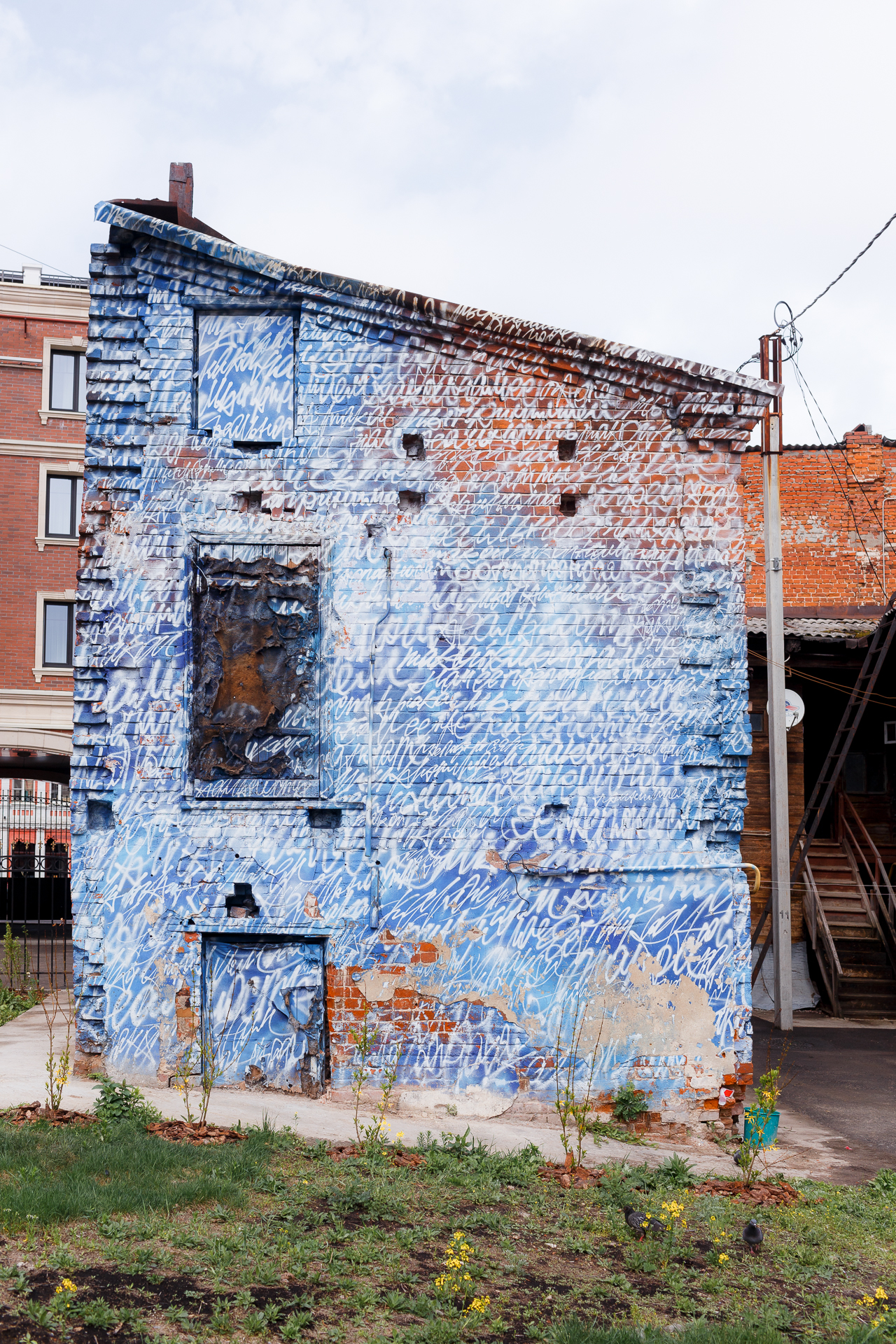
Стрит-арт «Брешь в небесной декорации» (Покрас Лампас)